# Gary Woods
Gary Woods (* 1. Oktober 1990 in Kettering) ist ein englischer Fußballtorhüter, der bei Greenock Morton unter Vertrag steht.

## Karriere
Der in Kettering etwa 100 km nördlich von London geborene Gary Wood, spielte in seiner Jugendkarriere für Cambridge United und Manchester United. Woods wechselte im März 2009 mit einem ablösefreien Transfer zu den Doncaster Rovers in die zweite englische Liga und unterzeichnete einen Vertrag bis zum Ende der Saison 2009/10. Er gab sein professionelles Debüt einen Monat später am 25. April 2009, als er für den etatmäßigen Stammtorhüter Neil Sullivan in der letzten Minute bei einem 2:0-Sieg gegen Crystal Palace eingewechselt wurde. In der folge blieb er allerdings hinter Sullivan meist Ersatztorhüter. Nachdem der Verein am Ende der Saison 2011/12 mit der schlechtesten Defensive der Liga abgestiegen war, wurde Woods in der Drittligaspielzeit 2012/13 die neue „Nummer 1“ der Rovers. Die Spielzeit endete mit dem direkten Wiederaufstieg als Meister in die zweite Liga, wobei die Rovers nach Swindon Town und Sheffield United die drittbeste Defensive stellte. Trotz des Erfolges wurde sein Vertrag in Doncaster nicht verlängert. Im September 2013 unterschrieb er einen Vertrag bis Mitte 2014 beim FC Watford. Hinter Manuel Almunia war er in der Saison 2013/14 zweiter Torhüter. Nachdem der Vertrag ausgelaufen war, unterschrieb er eine Liga tiefer bei Leyton Orient. Nach 17 Ligaspielen für Orient wurde er im weiteren Verlauf der Saison 2014/15 von Alex Cisak im Tor verdrängt. Am 1. September 2015 wurde Woods bis Januar 2016 an den schottischen Verein Ross County ausgeliehen. In der höchsten schottischen Liga bestritt er 12 Spiele. Nach seiner Leihe verblieb er in Schottland und wechselte im Juli 2016 zu Hamilton Academical. Bei seinem neuen Verein erkämpfte er sich die Position als Stammtorhüter gegen Remi Matthews der von Norwich City ausgeliehen war. Bis zum Jahr 2019 hütete Woods das Tor der „Accies“ bevor er den Verein nach drei Jahren verließ.
Am 25. Juni 2019 unterzeichnete er einen Zweijahresvertrag beim englischen Zweitligisten Oldham Athletic. Im Oktober 2020 wurde Woods an den FC Aberdeen verliehen wo er hinter seinem Landsmann Joe Lewis Ersatztorhüter war.